# Jiří Klsák
Jiří Klsák (* 24. února 1954 Mariánské Lázně) je regionální archeolog, historik a politik. Od roku 1980 působí v Karlových Varech, kde si svoji činností v oboru vybudoval pozici uznávaného odborníka. Je držitelem Ceny města Karlovy Vary za rok 2002 a ceny Osobnost kraje za rok 2007. Od roku 2012 je zastupitelem Karlovarského kraje, v letech 2010 až 2022 byl zastupitelem města Karlovy Vary (z toho v letech 2010 až 2018 náměstkem primátora), je členem hnutí KOA.

## Život
Narodil se 24. února 1954 v Mariánských Lázních. Zde v letech 1969–1973 vystudoval gymnázium. Ve studiu pokračoval v letech 1973–1978 na Filozofické fakultě v Praze, obor prehistorie–dějepis. Po ukončení studií přesídlil do Karlových Varů, kde se usadil.
Jeho ženou byla galeristka Ivana Klsáková, která zemřela v lednu 2022.

## Profesní kariéra
Od září 1980 je zaměstnán v karlovarském muzeu jako archeolog a historik starších dějin, kde se profesionálně věnuje regionálním dějinám pravěku a středověku, především terénním výzkumům středověkých lokalit, a též památkové péči a publikační a výstavní činnosti.
Největším úspěchem Jiřího Klsáka je archeologický výzkum (započatý v roce 2002) zakončený objevem dlouho hledaného zaniklého kostela sv. Mikuláše pod Krudumem (Chrudim) u obce Hrušková na Sokolovsku. Výzkum inicioval Vladislav Podracký, šéf Sdružení dětí a mládeže Horní Slavkov.
V roce 2003 obdržel Jiří Klsák Cenu města Karlovy Vary za rok 2002 a roku 2007 cenu Osobnost kraje v kategorii neziskových organizací za úspěchy v oblasti archeologie, netradiční prezentace památek Karlovarska a úsilí o jejich záchranu.
V roce 2003 spoluzaložil klub Za krásné Karlovarsko, jehož je předsedou.
Od roku 2010 působí též v regionální politice. Byl členem Zastupitelstva města Karlovy Vary, od roku 2012 je členem Zastupitelstva Karlovarského kraje.
Po vážném onemocnění karlovarského historika Stanislava Burachoviče převzal Jiří Klsák péči o editaci a publikaci sborníků z historických seminářů Karla Nejdla, které se v Karlových Varech konají pravidelně jednou ročně od roku 1991.

### Publikace
Výběr publikací:
- Klsák, J., 1989: Bražec v proměnách staletí, Bražec
- Klsák J., 1999: Zpráva o nálezu dokumentů v karlovarském divadle, Divadlo v Karlových Varech – Historie a obnova na konci tisíciletí, Karlovy Vary
- Vylita B., Klsák J., Burachovič S., Dolina J., 2001: Karlovy Vary na přelomu tisíciletí. Magistrát města Karlových Varů, Karlovy Vary
- Čepeláková Z., Fiala J., Klsák J., Mařík A., Zeman L., 2001: Dějiny města Ostrova, Ostrov
- Beran J., Burachovič S., Klsák J., Šebesta P., Vaicová R., 2004: Dějiny Karlovarského kraje. Karlovarský kraj, Karlovy Vary
- Klsák J. a kol., 2006: Prezentace archeologického výzkumu zaniklého středověkého kostela sv. Mikuláše pod Krudumem. Krajské muzeum Karlovy Vary, Karlovy Vary
- Klsák J., 2007: Průvodce po významných archeologických lokalitách v Karlovarském kraji. Karlovarský kraj, Karlovy Vary
- Klsák J., 2007: Obec Mírová (Mnichov, Münchhof). Mikroregion Sokolov-východ
- Vylita B., Klsák J., Burachovič S., Dolina J., 2007: Karlovy Vary – město lázní a pramenů. Mirror Promotion, Karlovy Vary
- Podracký V., Klsák J., 2011: Sv. Mikuláš pod Krudumem, tajemství vzniku, zániku a znovuobjevení jedné památky. Sdružení dětí a mládeže Horní Slavkov, Horní Slavkov
- Klsák J. a kol., 2011: 100 let terénní archeologie v Karlovarském kraji. Muzeum Karlovy Vary, Karlovy Vary

### Odborné články
Výběr, od roku 2008:
- Klsák J., 2008: Archeologické výzkumy karlovarského muzea v roce 2007, XVII. historický seminář K. Nejdla, str. 17–24
- Klsák J., 2009: Památky hrdelního soudnictví v regionu Loketska (šibenice, pranýře, šatlavy, vězení, smírčí kříže), XVIII. historický seminář K. Nejdla, str. 7–12
- Klsák J., 2010: BZO AP KMKK MKV AD MMIX (Výzkumy karlovarského muzea 2009), XIX. historický seminář K. Nejdla, str. 40–46
- Chytráček M., Šmejda L., Danielisová A., Pokorný P., Křivánek R., Kočár P., Klsák J., 2010: Blockbalkenkonstruktionendes 5. Jahrhunderts v. Chr. im feuchtbodenmilieu der Vorburg des Burgwalls Vladař in Westböhmen, Archäologische Arbeitsgemeinschaft Ostbayern/West- und Südböhmen/Oberösterreich. 19. Treffen, 17.–20. Juni 2009, Prachatice. Fines Transire 19, str. 183–192
- Klsák J. 2011: Archeologické výzkumy Muzea Karlovy Vary, 2010, XX. historický seminář K. Nejdla, str. 8–13
- Zeman L., Klsák J., Tajer J., 2012: Bádenský zámek v Ostrově ve světle nejnovějších zjištění. Dějiny staveb, 2011, str. 231–246

## Výzkumné práce
Výběr:
- Vedení archeologického výzkumu zaniklého kostela sv. Mikuláše pod Krudumem, 2002–2006
- Archeologický průzkum Sokolovského zámku, 1993–1994
- Dlouhodobý výzkum Hartenberku, od 1995

## Přednášková a výstavní činnost
Výběr:
- Spolupráce na výstavě Ohře – řeka pozoruhodná, 2000
- Expozice archeologie na hradě Loket, 2001, společně s T. Jirátem
- Kostel sv. Mikuláše pod Krudumem, 2006, spoluautorská výstava s J. Tajerem
- Karlovarské katastrofy, 2009, spoluautorská výstava s J. Nedvědem a L. Svobodou
- 100 let terénní archeologie, 2011, spoluautorská výstava s J. Tajerem

## Ocenění
- Cena města Karlovy Vary za rok 2002[3]
- Osobnost kraje za rok 2007 – v kategorii neziskových organizací za úspěchy v oblasti archeologie, netradiční prezentace památek Karlovarska a úsilí o jejich záchranu[3]